# Кенегез (Раздольненский район)
Кенегез (укр. Кенеґез, крымскотат. Kenegez, Кенегез) — исчезнувшее село в Раздольненском районе Республики Крым, располагавшееся на северо-востоке района, в степной части Крыма, на границе с современным Первомайским районом, примерно в 2 км юго-восточнее современного села Огородное.

## История
Первое упоминание деревни Кенегес встречается в «Книге путешествий» Эвлии Челеби под 1667 годом.
В следующем документе селение встречается в Камеральном Описании Крыма… 1784 года, судя по которому, в последний период Крымского ханства Кенегес входил в Самарчик кадылык Перекопскаго каймаканства.
После присоединения Крыма к России (8) 19 апреля 1783 года, (8) 19 февраля 1784 года, именным указом Екатерины II сенату, на территории бывшего Крымского ханства была образована Таврическая область и деревня была приписана к Евпаторийскому уезду. После павловских реформ, с 1796 по 1802 год входила в Акмечетский уезд Новороссийской губернии. По новому административному делению, после создания 8 (20) октября 1802 года Таврической губернии, Кенегез был включён в состав Джелаирской волости Евпаторийского уезда.
По Ведомости о волостях и селениях, в Евпаторийском уезде с показанием числа дворов и душ… от 19 апреля 1806 года в деревне Кенегез числилось 88 дворов и 197 жителей, исключительно крымских татар, а земля принадлежала Кая-бею и мечети. На военно-топографической карте генерал-майора Мухина 1817 года деревня Кенегес обозначена с 40 дворами. После реформы волостного деления 1829 года Кенегез, согласно «Ведомости о казённых волостях Таврической губернии 1829 года» передали из Джелаирской волости в Атайскую. На карте 1836 года в деревне 38 дворов, как и на карте 1842 года (38 дворов и 2 мечети).
Согласно «Памятной книжке Таврической губернии за 1867 год», деревня Кенегез была покинута жителями в 1860—1864 годах, в результате эмиграции крымских татар, особенно массовой после Крымской войны 1853—1856 годов, в Турцию и оставалась в развалинах. В дальнейшем в доступных источниках не встречается.